# District de Zambezi
Le district de Zambezi est un district de Zambie, situé dans la Province Nord-Occidentale. Sa capitale se situe à Zambezi. Selon le recensement zambien de 2000, le district a une population de 64 963 personnes.